# تریپ شونک
تریپ شونک (به انگلیسی: Tripp Schwenk) (زادهٔ ۱۷ ژوئن ۱۹۷۱) شناگر اهل ایالات متحده آمریکا است.